# Frank Doubleday
Frank Doubleday (Norwich, 28 de janeiro de 1945 - Los Angeles, 3 de março de 2018) foi uma ator e diretor teatral norte-americano.
A maioria dos seus papeis no cinema foram de vilões e trabalhou com a frequência de quase um filme por ano entre as décadas de 1970 até o início da década de 1990. Depois da fase cinematográfica, dedicou-se ao teatro, tornando-se diretor teatral na Broadway e em Hollywood.

## Filmografia (incompleta)

### Cinema
- 1976...Assault on Precinct 13[4]
- 1981...Escape from New York
- 1987...Broadcast News

### Televisão
- Starsky and Hutch
- Wonder Woman[5]
- Charlie's Angels
- The Incredible Hulk
- Hill Street Blues
- Stingray
- Sledge Hammer!
- Amazing Stories

## Morte
Sua morte ocorreu aos 73 anos de idades ocasionada por uma câncer no esôfago.